# Avelino Lopes
Avelino Lopes är en kommun i Brasilien.   Den ligger i delstaten Piauí, i den östra delen av landet, 800 km nordost om huvudstaden Brasília. Antalet invånare är 11 067.
Omgivningarna runt Avelino Lopes är huvudsakligen savann. Runt Avelino Lopes är det glesbefolkat, med 8 invånare per kvadratkilometer.